# بيترو روبرتسون
بيترو روبرتسون (بالإنجليزية: Simone Robertson)‏ هي ممثلة أسترالية، ولدت في 28 مايو 1974.

## وصلات خارجية
- بيترو روبرتسون على موقع IMDb (الإنجليزية)
- بيترو روبرتسون على موقع قاعدة بيانات الفيلم (الإنجليزية)